# Siccia obscura
Siccia obscura là một loài bướm đêm thuộc phân họ Arctiinae, họ Erebidae.